# Iglesia de Nuestra Señora del Rosario (Vila Velha)

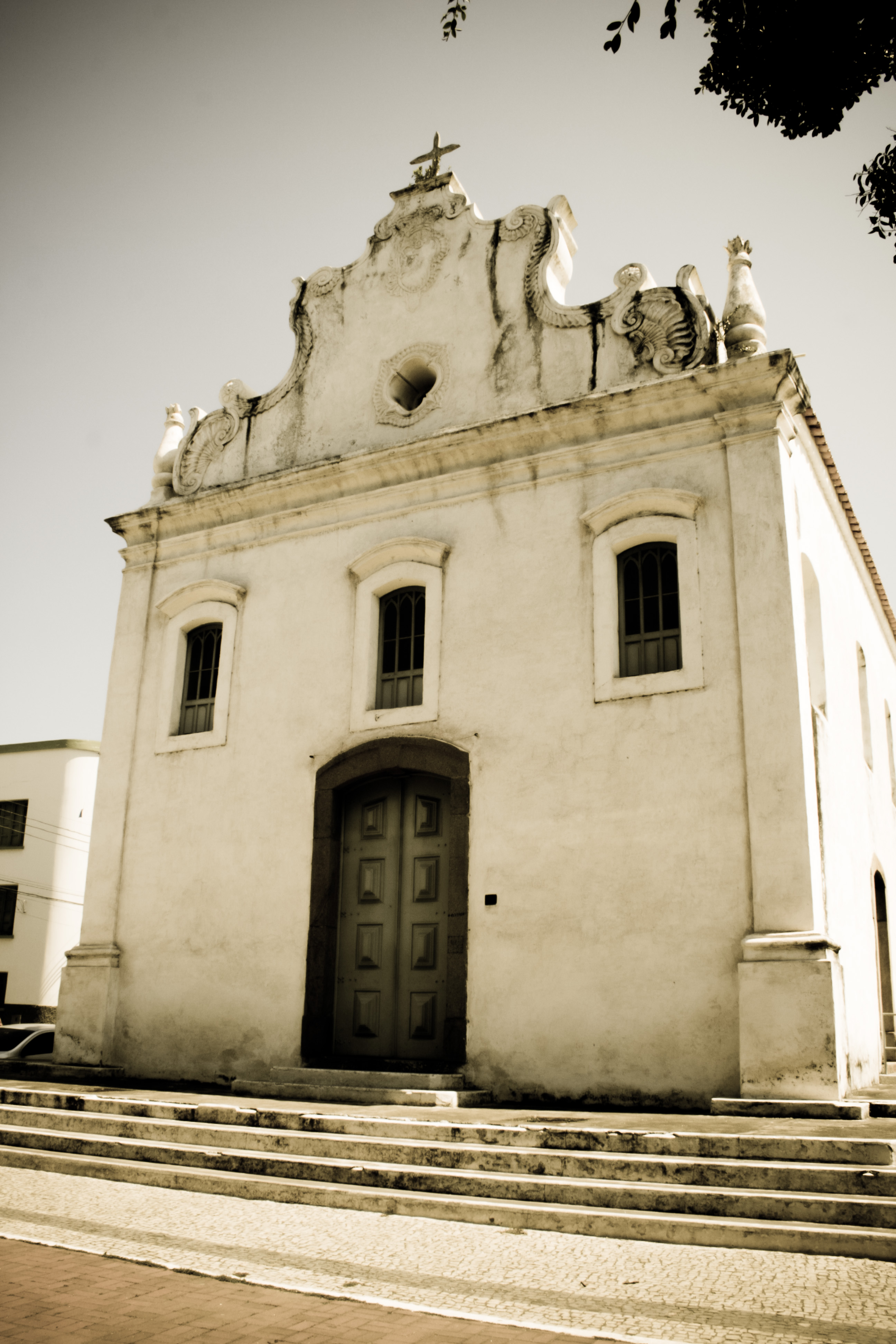
Fachada de la Iglesia Nuestra Señora del Rosário (Vila Velha, ES).

La iglesia Nuestra Señora del Rosario es una iglesia católica localizada en el sitio Histórico da Prainha, en el municipio de Vila Velha, en el estado del Espíritu Santo (Brasil).
Es resultante de la ampliación de la más antigua capilla edificada en la Capitanía del Espíritu Santo, y fue construida por su primer capitán donatario Vasco Fernandes Coutinho, en 1535. Esta iglesia es un marco de la colonización del suelo capixaba.
Se trata de la iglesia más antigua de Brasil aún de pie y en funcionamiento. La construcción fue comenzada con una capilla, edificada en 1535 por el propio donatario. 
Algunos atribuyen el título a la iglesia de Igarassu en Pernambuco, pero con la conquista del Nordeste por los holandeses, la iglesia fue destruida en una revuelta, siendo el siglo XVII totalmente demolida para la construcción de la iglesia actual. Hay registros de una supuesta iglesia que comenzó a ser construida con Martim Afonso de Souza en São Vicente. Si una resaca del mar no la tuviera llevado para el mar haciéndola desaparecer por estar en la orilla de la playa, sería la iglesia más antigua de Brasil.
La iglesia de Nuestra Señora del Rosário es el único templo de América que conserva la historia del Padroado (La Doctrina de la Iglesia Católica del Nuevo Mundo), habiendo preservado el documento de donación de las santas reliquias de San Colombo y San Liberato como sus dichas reliquias en la piedra D'ara.
El templo pasó por incontables reformas. En 1908 fueron instalados los actuales altares, en 1912  la estructura fue reforzada debido a la instalación de la línea del tranvía, en 1980  fue removida toda la estructura de madera del coro que fue sustituida por una nueva en hormigón armado.El año de 2015 fue iniciada una reforma que duró un año y fueron realizados reparaciones en la estructura, tratamiento del yeso, adaptaciones de accesibilidad, recuperación de adornos y elementos decorativos. El factor más impactante de esa última reforma fue  el rescate histórico de las pinturas artísticas, el retorno del coro en estructura de madera y la reforma completa en el techo de la iglesia.